# Archidiocèse de São Luís do Maranhão
L'archidiocèse de São Luís do Maranhão (en latin, Archidioecesis Sancti Ludovici in Maragnano) est une circonscription ecclésiastique de l'Église catholique au Brésil.
Son siège se situe dans la ville de São Luís, capitale de l'État du Maranhão.
Dom Antonio Fragoso et Xavier Gilles de Maupeou en furent évêques auxiliaires.
Son archevêque est depuis 2021 Gilberto Pastana de Oliveiraa (pt).